# Cantó de Montigny-lès-Metz
El cantó de Montigny-lès-Metz és un cantó francès del departament del Mosel·la, situat al districte de Metz-Campagne. Té 7 municipis i el cap és Montigny-lès-Metz.

## Municipis
- Augny
- Chieulles
- Mey
- Montigny-lès-Metz
- Saint-Julien-lès-Metz
- Vantoux
- Vany

## Història
| Data d'elecció                           | Identitat            | Partit                    | Qualitat |
| ---------------------------------------- | -------------------- | ------------------------- | -------- |
| 1967-1973                                | M. Doerflinger       | CD                        |          |
| 1973-1979                                | Maurice Déro         | UDR                       |          |
| 1979-1985                                | Jean-Pierre Masseret | PS                        |          |
| 1985-1992                                | Maurice Déro         | RPR                       |          |
| 1992-1998                                | Raymond Doerflinger  | UDF                       |          |
| 1998-2011                                | Jean-Luc Bohl        | NC, després divers droite |          |
| 2011-                                    | Lucien Vetsch        | Divers droite             |          |
| les dades anteriors no són pas conegudes |                      |                           |          |
|                                          |                      |                           |          |

## Demografia
| A partir de 1990 : Població sense dobles comptes |